# Chad Henne
Chad Steven Henne (født 2. juli 1985 i Wyomissing, Pennsylvania, USA) er en amerikansk football-spiller, der spiller som quarterback for NFL-holdet Kansas City Chiefs. Han har spillet for holdet siden 2012. Inden da havde han repræsenteret Miami Dolphins og Jacksonville Jaguars. 

## Klubber
- 2008-2011: Miami Dolphins
- 2012-: Jacksonville Jaguars